# Sibyl Moholy-Nagy
Sibyl Moholy-Nagy (IPA: [ˈmohojˌnɒɟ]) (* 29. Oktober 1903 in Loschwitz, Deutsches Reich; † 8. Januar 1971 in New York), geboren als Dorothea Maria Pauline Alice Sibylle Pietzsch, auch Sibyl Peach, war eine deutschamerikanische Dramaturgin, Schauspielerin, Architektur- und Kunsthistorikerin und Hochschullehrerin.
Sie war mit dem ungarisch-US-amerikanischen Maler, Fotografen, Typografen, Bühnenbildner und Bauhaus-Lehrer László Moholy-Nagy verheiratet. Zusammen mit ihm emigrierte sie nach der Machtübernahme der Nationalsozialisten in Deutschland über London nach Chicago. Nach dem frühen Tod ihres Ehemanns etablierte sie sich als einflussreiche und wichtige Architekturkritikerin der 1950er und 1960er Jahre. Sie war eine frühe Kritikerin der modernen Architektur und Stadtplanung und untermauerte ihre Zweifel durch Forschungen über einheimische Architektur und historische Städte.

## Leben

### Elternhaus, Kindheit und Ausbildung
Sibyl Moholy-Nagy war die jüngste Tochter des Dresdner Architekten Martin Pietzsch, der für den Deutschen Werkbund tätig war, und der Lehrerin Fanny Pietzsch (1866–1945), geborene Clauß. Ihre Mutter stammte aus einer wohlhabenden Textilfabrikanten- und Kaufmannsfamilie aus Chemnitz. Sie genoss eine fundierte Schulbildung und sprach fließend Englisch und Französisch. Ihr Vater studierte Architektur in Dresden und war als selbstständiger Architekt sehr erfolgreich. Nach einer ausgedehnten Studienreise nach Italien entwarf er viele Wohnhäuser, Restaurants und spezialisierte sich auf Lichtspielhäuser. Sein Stil war weniger von der Moderne geprägt; vielmehr fühlte er sich dem Baustil von Paul Schultze-Naumburg verpflichtet.
Sibyl hatte einen Bruder Claus (1902–1942) und zwei Schwestern Eva (1899–1981) und Hertha (1898–1980). Ihr Onkel war der impressionistische Maler Richard Pietzsch. Ihr Neffe, der Sohn ihrer ältesten Schwester Hertha, war der Musikwissenschaftler und Musiker Wolfram Steude.

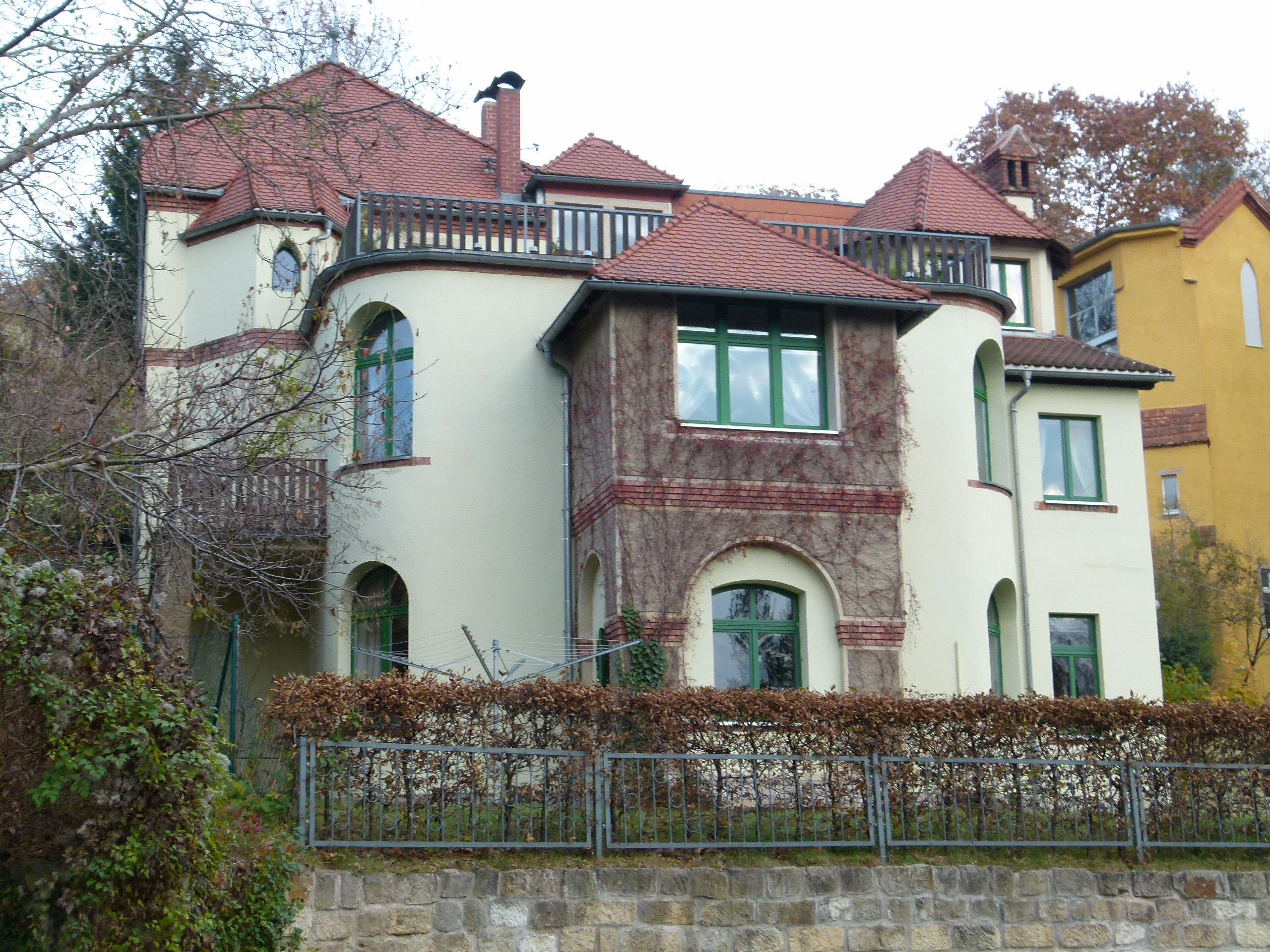
Sibyls Elternhaus: das „Kleine Künstlerhaus“

Sibyl wuchs im sogenannten „Kleinen Künstlerhaus“ in der Pillnitzer Landstraße 57 auf, das ihr Vater 1899 nach eigenen Plänen errichten ließ. Es handelt sich um die kleinere Ausführung des etwas früher von Martin Pietzsch entworfenen und benachbart gelegenen Künstlerhauses in Dresden-Loschwitz. Wie damals bei Bürgerkindern nicht selten anzutreffen, gehörten die Kinder von Pietzsch dem Wandervogel an, einer Jugendbewegung, die neben Naturverbundenheit, Freiheit auch Eigenverantwortung und Nationalstolz hochhielt. Manchmal wurde diesen Attributen auch noch die Wertschätzung für die angeblich germanischen Wurzeln Deutschlands auf ihre Fahnen geschrieben. Sibyl trat mit 15 Jahren der Bewegung bei, verließ sie aber schon ein Jahr später. Sie wird als kluges, aber auch rebellisches Mädchen beschrieben, das wenig geneigt war, sich anzupassen. Ihren Tagebucheinträgen ist zu entnehmen, dass sie keine engen Freundinnen hatte und ihre Mutter sie als „schwierig“ empfand. Ihren guten schulischen Leistungen standen bisweilen heftige Angstzustände gegenüber, die bis zur körperlichen Erschöpfung und vor ihrem Abitur 1920 beinahe zu einem Zusammenbruch führten. Die einzige Person, zu der sie eine engere Bindung aufbaute, war der Seelsorger Carl Mensing, ein Pfarrer der Lutherischen Kirche in Dresden, zu dem sie auch noch nach ihrer Schulzeit Kontakt hatte.
Stark beeinträchtigt durch den Ersten Weltkrieg beendete sie mit 17 Jahren erfolgreich das Gymnasium. Obwohl ihre Noten mindestens so gut waren wie die ihres Bruders Claus, sollte sie nach dem Willen ihres Vaters keine Universität besuchen. Dies sollte nur Claus vorbehalten sein. Ihr Wunsch, schöpferisch tätig zu werden und als Dichterin oder Schriftstellerin einen Beitrag zu leisten, ist durch ihre Tagebucheinträge dokumentiert. Vor dem Hintergrund des Einwandes ihres Vaters bemühte sie sich, eine Lehre als Buchhändlerin einzuschlagen und damit wenigstens ansatzweise einen Weg in die Literatur zu finden. Auch ihren älteren Schwestern war eine akademische Ausbildung untersagt. Ihre geistige und körperliche Verfassung blieb aber weiterhin prekär. Während ihrer Lehrjahre in Dresden, Halle und Leipzig erlitt sie mehrere Zusammenbrüche und verbrachte mehrere Monate in Sanatorien. 1923 brach sie schließlich ihre Ausbildung zur Buchhändlerin ab und begann als Sekretärin zu arbeiten. Nach einigen Monaten am Forschungsinstitut für Kulturmorphologie in München wechselte sie zu einem Leipziger Verlag. Sie erhielt sehr gute Arbeitszeugnisse, die ihr überdurchschnittliches Engagement und ihre literarische Bildung hervorhoben.

### Theater- und Filmkarriere

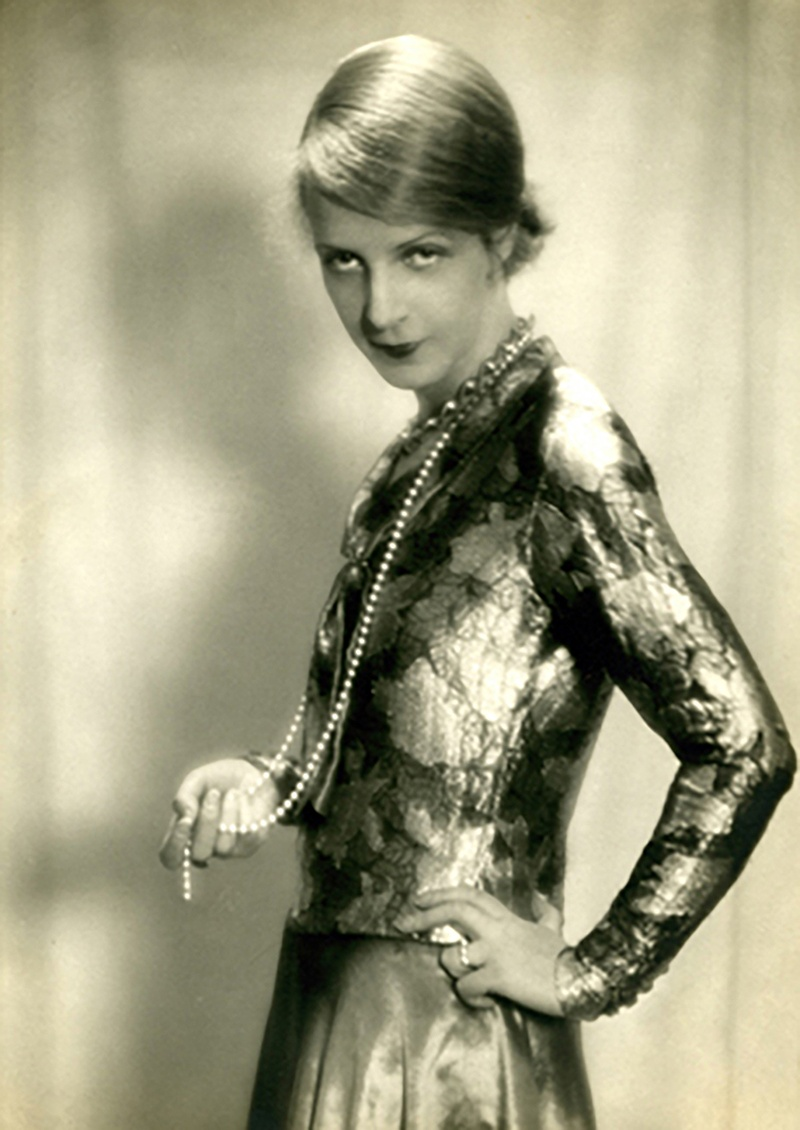
Sibylle Pietzsch (1927)

Trotzdem befriedigte sie keine dieser Tätigkeiten, so dass sie 1924 in ihr Elternhaus nach Dresden zurückkehrte und Schauspielunterricht bei Lily Kann, später auch bei Erich Ponto nahm. Seit 1923 studierte sie zudem Philologie an den Universitäten Leipzig (1925) und Gießen (1929). Nach einem ersten Engagement im schlesischen Sagan wechselte sie von der Provinz nach Berlin, wo sie unter dem Künstlernamen Sibyl Peach als Schauspielerin und Drehbuchautorin arbeitete. Dort sprach sie für verschiedene Rollen vor und hatte Beziehungen zu verschiedenen Männern, von denen sie sich erhoffte, dass sie ihre Karriere unterstützen würden. Zwischen 1926 und 1929 trat sie in einigen Theaterstücken und Filmen auf, darunter 1928 in Richard Löwenbeins Mädchenschicksale. Trotz positiver Rückmeldung bei den Besprechungen stellte sich kein dauerhafter Erfolg ein.
Vor diesem Hintergrund erklärt sich die Annahme des Heiratsantrags des Industriellen und Intellektuellen Carl Dreyfuss (1898–1969) aus Frankfurt am Main, den sie in Berlin kennengelernt hatte. Dreyfuss stammte aus einer wohlhabenden jüdischen Familie und führte das ererbte Familienunternehmen. Er war mit Theodor Adorno eng befreundet und verfasste mit ihm auch surrealistische Texte, die in der Frankfurter Zeitung erschienen. An der Hochzeit von Carl Dreyfuss und Sibyl Pietzsch am 30. September 1929 in Frankfurt war Adorno einer der Trauzeugen. Sibyl nahm eine Gelegenheitsrolle an Frankfurter Bühnen an und erhielt bald ein allerdings nur kurz dauerndes Engagement am Neuen Theater Frankfurt. Nach einer Anstellung als Lektorin beim Verlag Rütten & Loening begann sie Anfang 1931 als Dramaturgieassistentin am Staatstheater Darmstadt. Nach einer anfänglichen Zufriedenheit merkte sie allerdings, dass auch diese berufliche Situation nicht von Dauer sein konnte. Auch privat stellten sich Probleme ein. Dreyfuss war aufgrund der Weltwirtschaftskrise in wirtschaftliche Schwierigkeiten geraten und musste sogar sein Haus verkaufen. Darüber hinaus war Dreyfuss auch als Lebemann und Frauenheld bekannt und unterhielt nach dem Scheitern seiner ersten Ehe diverse Liebesbeziehungen, unter anderen mit der Schauspielerin Marianne Hoppe. Als Dreyfuss Hoppe im Sommer 1930 kennenlernte, war er noch mit Sibyl verheiratet. Ob Sibyl von der Affäre wusste, ist nicht gesichert, allerdings kannte sie Marianne Hoppe, da diese bis Ende 1930 oft im Haus von Dreyfuss zu Gast war. Ab Juli 1931 lebte das Ehepaar getrennt, hielt aber den Kontakt noch weiter aufrecht. Sibyl kehrte nach Berlin zurück, wo sie in der Übergangszeit vom Stumm- zum Tonfilm eine Anstellung im Tobis-Tonbild-Syndikat als Produktionsassistentin fand. Ihre Aufgabe war es, Drehbücher zu entwickeln. In dieser Position lernte sie László Moholy-Nagy kennen.

### Ehe mit László Moholy-Nagy
Im Winter 1931/1932 wurden der Bauhaus-Professor, Maler, Designer und Fotograf László Moholy-Nagy und sie ein Paar. Die beiden heirateten 1932 in London; für beide war es die zweite Ehe. Wegen der Repressalien und des erteilten Berufsverbotes des NS-Regimes in Deutschland arbeitete ihr Mann ab 1934 in Amsterdam, während sie mit ihrer 1933 geborenen Tochter Hattula in Berlin blieb. Die Familie zog 1935 nach London, wo 1936 ihre Tochter Claudia († 1971) geboren wurde. In England schrieb sie mit Die unvollkommene Frau ihr erstes Buch, eine feministisch orientierte Analyse der Frau in der Gesellschaft. Das deutschsprachige Manuskript wurde nie veröffentlicht.
1937 emigrierte die Familie nach Chicago (USA), wo Moholy‐Nagy im selben Jahr die Architekturschule New Bauhaus gründete. Diese wurde 1949 Teil des Illinois Institute of Technology und ist heute als IIT Institute of Design bekannt. Dort assistierte Sibyl Moholy-Nagy ihrem Mann. Sie unterstützte seine Tätigkeiten am Institut, beispielsweise organisierte sie die Sommerkurse und unterrichtete gelegentlich auch selbst. Sie redigierte das Buch ihres Mannes Vision in Motion, das 1947 posthum erschien (er war am 24. November 1946 gestorben). Zugleich oblagen ihr die traditionellen Pflichten als Hausfrau und Mutter. Sie thematisierte diese Doppelbelastung in ihren Tagebüchern, die ihre eigenen Träume und Vorstellungen in den Hintergrund rückten. Die ganze mühevolle Arbeit wurde nicht wirklich gewürdigt. Ihre Ambitionen wurden auch dadurch beeinträchtigt, dass ihre Englischkenntnisse unzureichend waren: während der ersten Jahre konnte sie sich zwar gut verständigen, aber ihre Sprache war noch nicht ausgefeilt.

### Architektur- und Kunsthistorikerin
Nach dem Tod ihres Mannes im November 1946 infolge einer Leukämieerkrankung musste sie ihre Familie ernähren und beschloss, eine Laufbahn als Architekturhistorikerin einzuschlagen. Sie profilierte sich durch eine Vielzahl an publizierten Fachartikeln und Büchern. Sie profitierte dabei nicht nur von der Erfahrung und dem Wissen ihres Vaters, sondern auch von ihren Kontakten zu Walter Gropius und Sigfried Giedion, die sie beide über ihren Mann persönlich kennengelernt hatte.
1947 erhielt sie dann eine Stelle als Dozentin am Institute of Design in Chicago. Es folgte eine einjährige Lehrtätigkeit an der Bradley University in Peoria. Im Jahr 1949 zog sie nach Kalifornien, wo sie an der Rudolph Schaeffer School of Design in San Francisco und der University of California in Berkeley lehrte. Mit dem Surrealisten Wolfgang Paalen und seiner Dynaton Gruppe kam es 1950 zu einer kurzen Zusammenarbeit im Rahmen einer Ausstellung in der Stanford University Art Gallery. Mit der Publikation der Biografie ihres verstorbenen Mannes Moholy-Nagy begann 1951 eine Karriere als Professorin für Architekturgeschichte am Pratt Institute in New York, wo sie den Lehrstuhl für Architekturgeschichte und Materialkunde innehielt.

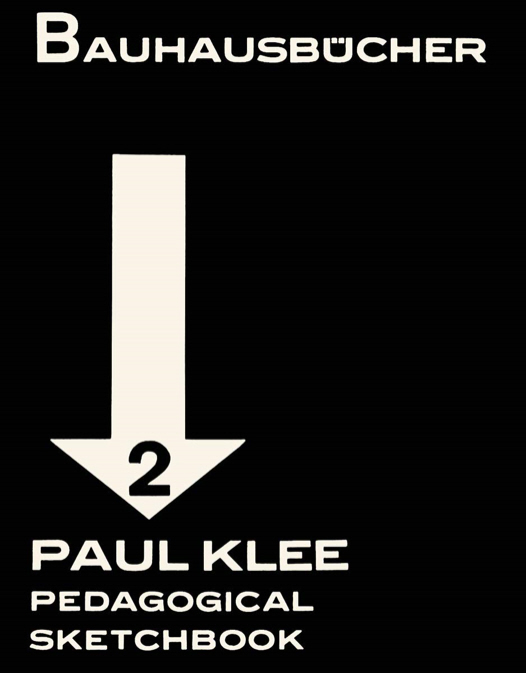
Vorwort und Übersetzung ins Englische (1953)

Im Jahr 1953 übersetzte Moholy-Nagy das zweite Buch der aus 14 Büchern bestehenden Bauhaus-Reihe Pädagogisches Skizzenbuch von Paul Klee. Dieser war von 1921 bis 1931 als Bauhaus-Lehrer tätig. Für das ursprünglich 1925 erschienene Buch entwarf ihr Mann das Layout des Buchdeckels und die Typographie. Für die englische Ausgabe unter dem Titel Pedagogical Sketchbook schrieb Moholy-Nagy auch die Einleitung.
Neben ihrer Lehrtätigkeit betrieb Moholy-Nagy Feldstudien, wo sie unter anderem die Spuren der Einwanderer in Nordamerika und ihre aus ihren Heimatländern importierten Bauweisen und ihre Weiterentwicklung in den Vereinigten Staaten untersuchte. Für ihre Arbeiten zur traditionellen Architektur erhielt sie 1953 das Arnold-Brunner-Stipendium der Architectural League of New York. Aus ihren Feldstudien resultierte ihr Werk Native Genius in Anonymous Architecture, welches sie 1955 publizierte und dem von ihr bewunderten Architekten Frank Lloyd Wright widmete. Seine Architektur, so kommentiere sie, füge sich harmonisch in die amerikanische Landschaft ein. Sie sah ihn sogar als herausragenden und besten Architekten des Landes an, der es verstünde, die Regionalität architektonisch auf einen neuen Stand zu bringen – und das fern jeder Sentimentalität wie es beispielsweise Charles Voysey oder Charles Follen McKim praktizierten. Dem gegenüber bezeichnete sie die Stahl- und Betonkonstruktionen von Gropius und Mies van der Rohe als Fremdkörper. In ihren Werken beleuchtete sie die Unwirklichkeit des urbanen Lebens und den Anteil, den die moderne Architektur und der Auswüchse der Bauhaus-Bewegung, daran haben.
1969 wurde sie emeritiert. Von da an war sie bis zu ihrem Tod als Gastprofessorin an der Columbia University in New York tätig. Sie starb am 8. Januar 1971 im Alter von 67 Jahren in einem New Yorker Krankenhaus.

## Nachlass
Die Forschungseinrichtung Archives of American Art des Smithsonian Institution besitzt eine Sammlung von rund 1500 Objekten auf zehn Mikroform-Rollen – die sogenannten Sibyl and Laszlo Moholy-Nagy papers. Darin enthalten sind Korrespondenzen, Tagebücher, Notizen, Fotografien sowie andere Druckwerke. Die Archivsammlung umfasst den Zeitraum von 1918, dem Beginn der malenden Tätigkeit László Moholy-Nagys bis 1971, dem Tod Sibyl Moholy-Nagys. Der Ursprung der Sammlung basiert auf einer Überlassung im Jahr 1971 der Tochter Hattula Moholy-Nagy. Die originalen Gegenstände und Dokumente wurden nach der Verfilmung der Tochter zurückgegeben.
Das Museum of Modern Art in New York hält Korrespondenzen zwischen Sibyl Moholy-Nagy und Architekturkritiker Philip Johnson archiviert.

## Rezeption
Sibyl Moholy-Nagy gilt aufgrund der von ihr angestoßenen Neubewertung der Modernen Architektur nach dem Zweiten Weltkrieg als wichtige Architekturkritikerin. Aufgrund ihrer zahlreichen Fachpublikationen und damit ihrer ausgesprochenen Präsenz spielte sie eine Schlüsselrolle in der Architekturszene in der Nachkriegszeit der Vereinigten Staaten. Die Einschätzung geht auf Reyner Banham zurück, der Moholy-Nagy nach ihrem Tod auf eine Stufe mit Jane Jacobs und Ada Louise Huxtable stellte. Charakteristisch für sie waren ihr streitbarer Schreibstil und ihre Fähigkeit, den Nagel auf den Kopf zu treffen. Wo andere lobten, urteilte sie ab, und sie schreckte auch nicht davor zurück, die größten Stars der Moderne in die Zielscheibe ihrer Kritik zu nehmen. Während ihrer aktiven Zeit, aber auch nach ihrem Tod, versuchte man daher, sie immer wieder zu marginalisieren.
Sie gilt auch als eine der treibenden Kräfte für das zunehmende Interesse an der urbanen und historischen Komponente der Architektur. Darüber hinaus war sie offen für andere Kulturen.
Die belgische Kunsthistorikerin und Architekturtheoretikerin Hildegarde Heynen sagte über Sibyl Moholy-Nagy:

„Zunächst einmal, hatte Sibyl Moholy-Nagy ein sehr interessantes und sehr außergewöhnliches Leben. Zum Weiteren war sie für die Architekturkritik der 1950er und 60er Jahre sehr wichtig.“

Heynen plädierte für eine neue Sichtweise auf Moholy-Nagy, deren Einflüsse sie in der heutigen Architekturpraxis sieht. Moholy-Nagy war eine der ersten, welche die Moderne Architektur Südamerikas kritisch behandelte. Sie schlug bereits damals einen umweltbewussten Ansatz für Architektur vor, der selbst nach heutigen Maßstäben als vorausschauend gewertet wird. Sie sei ein Beispiel einer einflussreichen Kritikerin, die vermutlich weit weniger wahrgenommen wird, als ihre Arbeit es verdient.
Als streitbare Person stand sie auch in kontroversem Austausch mit den Harvard Art Museums. Walter Gropius überzeugte Moholy-Nagy, den Licht-Raum-Modulator, eine bahnbrechende kinetische Skulptur, welche ihr Mann geschaffen hatte, dem Fogg Art Museum zu vermachen. Sie war durchweg beunruhigt, dass der Museumskurator versuchte, die Skulptur dahingehend zu erhalten, dass er eine funktionierende Replik anfertigen wollte, um Beschädigungen am Original zu vermeiden. Die Akten zur Skulptur, die derzeit im Busch-Reisinger Museum ausgestellt wird, sind voll von einem subtilen, aber stichelnden Meinungsaustausch zwischen dem Museumsdirektor und Sibyl Moholy-Nagy.

## Auszeichnungen
- 1953: Arnold W. Brunner Grant, The Architectural League, New York City
- 1967: John Guggenheim Fellowship, Guggenheim Foundation[17]
- 1970: Critic of the Year durch American Institute of Architects[18]

## Filmografie
Als Schauspielerin:
- 1927: Natur und Liebe, Regie: Ulrich K. T. Schulz, Wolfram Junghans und Willy Achsel
- 1928: Mädchenschicksale als Lene, die Gärtnerstochter, Regie: Richard Loewenbein
- 1929: Kameradschaftsehe/Kamarádské manželství als Maria, deutsch-tschechische Koproduktion, Regie: Josef Medeotti und Heinz Schall

Als Produktionsassistentin:
- 1926: Berliner Stilleben, Regie: László Moholy-Nagy
- 1932: Gross-Stadt Zigeuner, Regie: László Moholy-Nagy

Als Drehbuchautorin:
- 1934: Die Liebe siegt, Regie: Georg Zoch

## Publikationen (Auswahl)
Novelle
- Children’s children, Bittner, New York 1945.

Architekturkritik
- unter Mitwirkung von László Moholy-Nagy und Walter Gropius: Moholy-Nagy: experiment in totality, Harper, New York 1950.
- Carlos Raúl Villanueva und die Architektur Venezuelas, Hatje, Stuttgart 1964.
- Matrix of Man: An Illustrated History of Urban Environment. Preager, 1968.
- Die Stadt als Schicksal: Geschichte d. urbanen Welt, Callwey, München 1970, ISBN 978-3-7667-0194-7.
- Laszlo Moholy-Nagy, ein Totalexperiment, Kupferberg Verlag, Berlin 1972, ISBN 978-3-7837-0070-1.

Fachartikel und Essays
- Expo '67. In: Bauwelt. Band 58, Nr. 28–29, 1967, S. 687–696. (Digitalisat, PDF)
- Hitler’s Revenge. In: Art in America, September/Oktober 1968, S. 42–43.

Übersetzung
- Pedagogical Sketchbook, Faber&Faber, London 1968, ISBN 978-0-571-08618-4, doi:10.11588/diglit.26771